# Ljudmila Novak

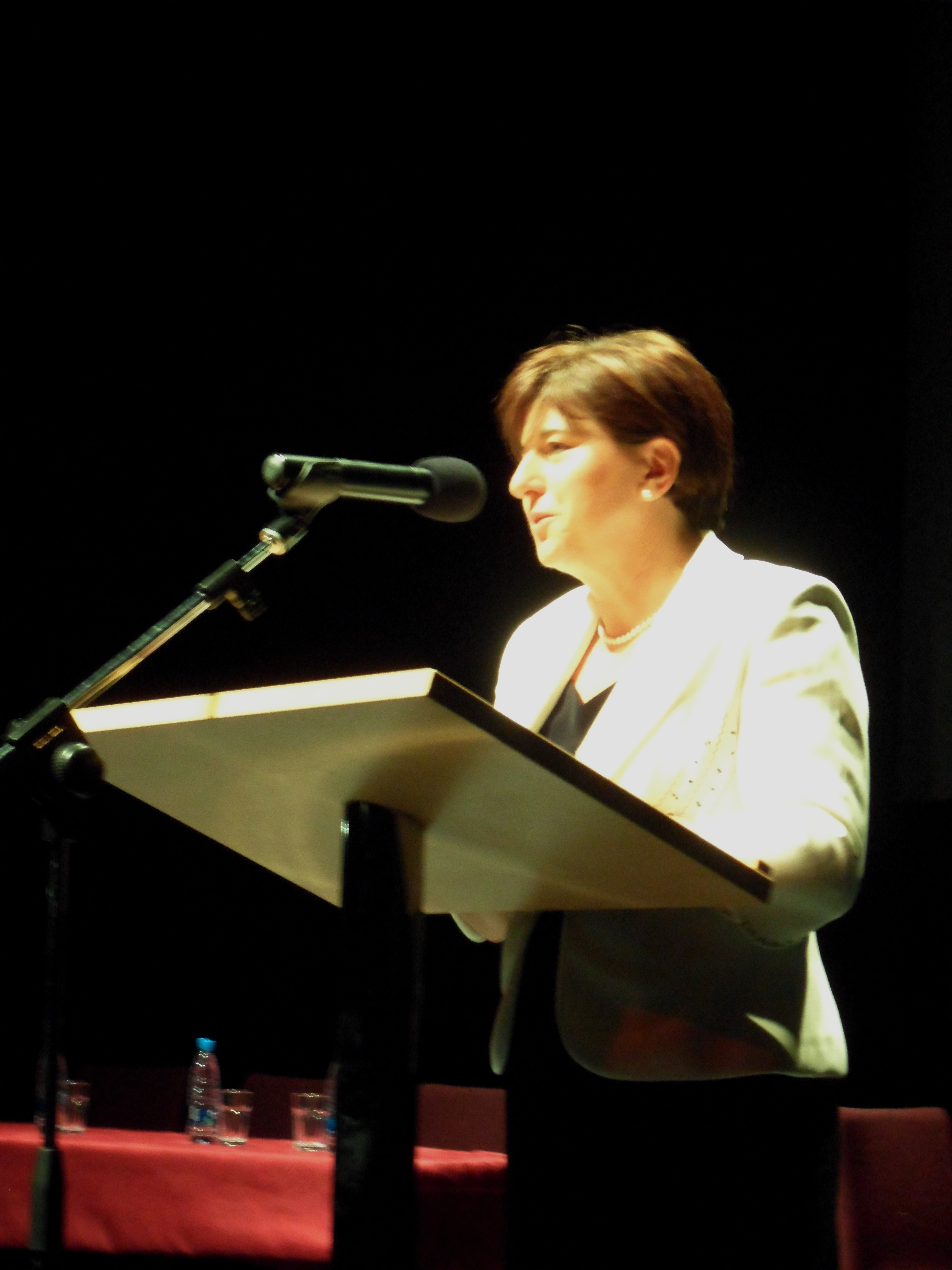
Ljudmila Novak (2012)

Ljudmila Novak (* 1. August 1959 in Maribor) ist eine slowenische Politikerin der Partei Nova Slovenija – Krscanska Ljudska Stranka. Sie ist Mitglied des Europäischen Parlament.

## Werdegang
Novak absolvierte ihr Universitätsstudium in Slowenische und Deutsch an der Universität Maribor. Zwischen 1982 und 2001 war als Lehrerin für Slowenisch und Deutsch sowie als Betreuungslehrerin tätig, am Mittelschulzentrum in Murska Sobota, einem Mädchenheim in Višnja Gora und einer Berufsschule für behinderte Jugendliche in Kamnik. Von 2001 bis 2006 war sie Bürgermeisterin von Moravče.
Bei der Partei Nova Slovenija war Novak von 2002 bis 2004 Mitglied des Parteirats, 2008 bis 2018 war sie deren Vorsitzende.
Dem Europäischen Parlament gehörte sie in folgenden Wahlperioden an:  2004 bis 2009 und seit 2019.
2011 zog sie in das Slowenische Parlament ein und war von Februar 2012 bis März 2013 als Ministerin für die Slowenische Diaspora im Kabinett Janša II Mitglied der Regierung. Bei der vorgezogenen Wahl 2014 gelang ihrer Partei der Wiedereinzug ins Parlament.